# Marcelo Alejandro Cuenca
Marcelo Alejandro Cuenca (Córdoba, 18 de mayo de 1954) es un obispo católico, ingeniero civil, filósofo y teólogo argentino.

## Biografía

### Primeros años y formación
Nació en la Ciudad de Córdoba en el año 1954.
Cuando era joven ingresó en el seminario diocesano, donde realizó su formación eclesiástica. 

### Sacerdocio
Fue ordenado sacerdote el día 8 de diciembre de 1983 durante una eucaristía celebrada en el Estadio Corazón de María de Alta, por el cardenal-arzobispo, Raúl Primatesta.
Durante estos años se ha graduado en Ingeniería civil y se trasladó a Italia para estudiar Filosofía y Teología por la Pontificia Universidad Gregoriana de Roma.
Inició su ministerio como Vicepárroco en Buenos Aires y después fue Párroco de la Iglesia de Cristo Redentor en Córdoba y de la Madre de Dios y San José en Villa del Dique. Al mismo tiempo volvió a Roma, donde trabajó en la Unión de los Superiores Generales y a su regreso fue Superior del Teologado Dehoniano en San Miguel.

## Episcopado

### Obispo de Alto Valle del Río Negro
El 10 de febrero del 2010 ascendió al episcopado, cuando Su Santidad el Papa Benedicto XVI le nombró como Obispo de la Diócesis de Alto Valle del Río Negro.
Al ser nombrado obispo tuvo que elegir su escudo y su lema "Santificalos".

#### Ordenación Episcopal
Recibió la consagración episcopal el día 25 de marzo de ese mismo año, a manos del entonces nuncio apostólico en el país, Adriano Bernardini como principal consagrante y como co-consagrantes tuvo al Arzobispo de Córdoba, Carlos Ñáñez y al Obispo de Puerto Iguazú, Marcelo Raúl Martorell.

### Renuncia
El 20 de marzo de 2021 el  Papa Francisco le acepta la renuncia al gobierno pastoral de la Diócesis de Alto Valle de Río Negro.